# 陈积万
陈积万（1312年—1346年），江浙行省福建道汀州路莲城县（今福建省龙岩市连城县）隔川乡人，元朝中期闽西农民起义首领。
陈积万家资丰厚，养了十余匹马，用来驮运食盐，在清流县、宁化县、归化县（今福建省明溪县）、将乐县往来经营。陈积万性轻财重义，名重四方。陈积万的表兄罗天麟以陈积万家作为驻地，进行联络反抗元朝。用石竹制成刀、矛，作为武器准备举义。元顺帝至正六年（1346年）六月，事情泄露，罗天麟、陈积万提前举兵，诛杀村中蒙古管家“长上爹”。攻克莲城县，直奔内衙，诛杀达鲁花赤等蒙古官吏。罗天麟、陈积万与军师莲城白坑人饶梅生商议进军路线，决定先取清流县，转战宁化县，雄视汀州路。攻取宁化后，立即挺进汀州路治所长汀县，七月中旬占据长汀城。罗天麟、陈积万分兵南攻上杭县、武平县，西略江西瑞金县（今江西省瑞金市）。汀州路所属六县长汀县、莲城县、清流县、宁化县、上杭县、武平县皆为义军所占。八月初集中主力北上，经宁化县、清流县，转战归化县、将乐县，直抵顺昌县，进逼延平路（今福建省南平市），计划沿闽江东下，直取福州路，然后北上建宁路（今福建省建瓯市）入浙江。十月，义军军败，罗天麟、陈积万被罗德用暗杀，二人首级被罗德用献给元朝。